# Alfonso Perales
Alfonso Perales Pizarro (Alcalá de los Gazules, 19 de julio de 1954-Conil de la Frontera, 23 de diciembre de 2006)fue un historiador y político español del Partido Socialista Obrero Español, Consejero de Gobernación de la Junta de Andalucía entre 2000 y 2004, y Diputado en las Cortes generales por Cádiz desde 1989 al 2000 y de 2004 a 2006.

## Biografía
Alfonso Perales estuvo casado con Ofelia Moreno, los cuales tuvieron dos hijos, Ofelia Perales y José Alfonso Perales Moreno. También es primo hermano del político Luis Pizarro Medina.
Está Licenciado en Historia. En la vida política se incorporó al Partido Socialista Obrero Español durante la clandestinidad en 1972. Miembro de la dirección de las Juventudes Socialistas, Secretario General del PSOE en Cádiz, Secretario de Organización del PSOE de Andalucía y Secretario de Política Municipal y Secretario de Relaciones Institucionales y Autonómicas en la Comisión Ejecutiva Federal del PSOE.
Alfonso Perales estuvo en el histórico Congreso de Suresnes en 1974, y con el tiempo ayudó a recomponer la estructura del PSOE, primero en Cádiz y después en Andalucía. Dotado con una extraordinaria capacidad para la ironía y el sentido del humor, ejerció la política desde los principios de la lealtad a las instituciones y la búsqueda del acuerdo y el consenso.
Su última gran aportación al PSOE y a la política española fue la negociación en el Congreso de los Diputados de la reforma del Estatuto de Andalucía con el resto de fuerzas políticas, siendo fundamental su concurso para que la reforma del estatuto andaluz que no había sido votada por el PP en Andalucía consiguiera un amplio consenso en las Cortes Generales.
En el ámbito institucional fue elegido concejal en el Ayuntamiento de Cádiz y entre 1983 y 1987 Presidente de la Diputación Provincial. Desde 1983 hasta 1990, obtuvo el acta de Diputado al Congreso, incorporándose después como Consejero de Gobernación en la Junta de Andalucía. Regresó al Congreso en 2004.
Después de las elecciones generales de 2004, coordinó la posición política del PSOE en las reformas de los Estatutos de Autonomía de la Comunidad Valenciana, Cataluña y Andalucía.
A su fallecimiento, le sustituyó como Secretario de Política Institucional Carmen Hermosín.